# Bengt Haak
Bengt Bertil Oskar Haak, född 10 oktober 1925 i Stockholm, död 1 februari 2008 i Lidingö, var en svensk industriman.
Efter reservofficersexamen 1948 blev Haak juris kandidat vid Stockholms högskola 1952, genomförde tingstjänstgöring 1952–1954 och var biträdande jurist vid advokatbyrå 1954–1955. Han var bolagsjurist vid Kockums Mekaniska Verkstads AB 1956–1962, innehade egen advokatbyrå 1962–1964, blev ekonomidirektör vid AB Skånska Cementgjuteriet 1964, vice verkställande direktör där 1967, var verkställande direktör 1977–1981 och koncernchef 1981–83 samt styrelseordförande i Skanska AB (namnbyte 1984 från AB Skånska Cementgjuteriet) 1983–1991. 1985 mottog Bengt Haak Konungens medalj, 12:e storleken i serafimerordens band.
Haak var styrelseledamot i bland annat AB Volvo, AB Custos och Skandinaviska Enskilda Banken.
Sedan 1956 var han gift med läkaren Anna Kjellström (1927–2020), dotter till advokaten Wilhelm Kjellström (1890–1970) och Dagmar Sahlin (1905–1938).
Bengt Haak är gravsatt i minneslunden på Lidingö kyrkogård.